# Exilisciurus
Exilisciurus là một chi động vật có vú trong họ Sóc, bộ Gặm nhấm. Chi này được Moore miêu tả năm 1958. Loài điển hình của chi này là Sciurus exilis Müller, 1838.

## Các loài
Chi này gồm các loài:
- Exilisciurus concinnus
- Exilisciurus exilis
- Exilisciurus whiteheadi